# Studnia w Małej Świstówce
Studnia w Małej Świstówce – jaskinia w Dolinie Miętusiej w Tatrach Zachodnich. Wejście do niej znajduje się w południowym zboczu Małej Świstówki, na wysokości 1421 m n.p.m. Długość jaskini wynosi 12 metrów, a jej deniwelacja 10 metrów.

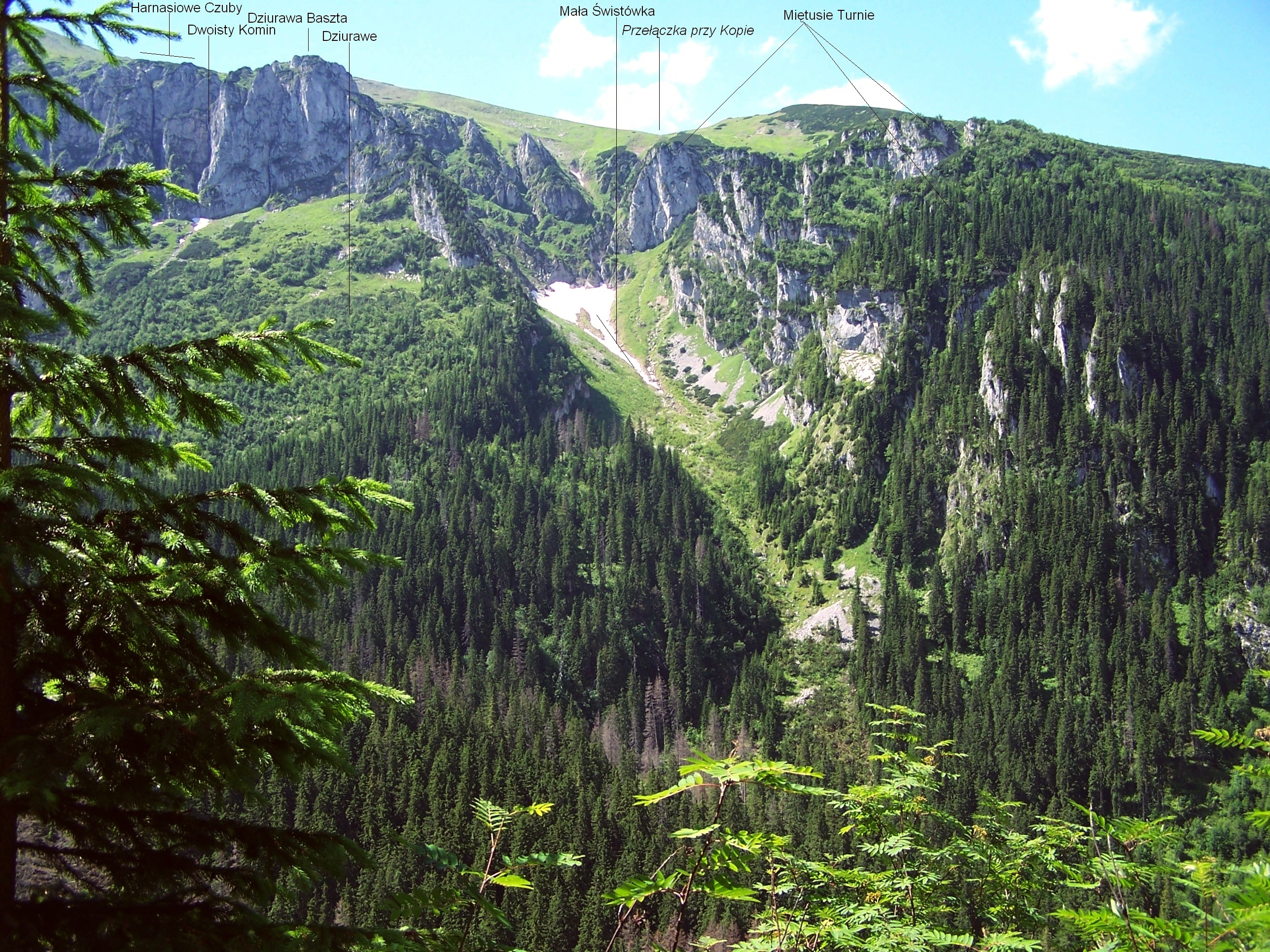
Mała Świstówka

## Opis jaskini
Jaskinie tworzy prawie pionowa 8-metrowa studnia zaczynająca się w niewielkim otworze. Jej dno stanowi zawalisko, w którym znajdują się wejścia do dwóch krótkich, szczelinowych korytarzyków.

## Przyroda
W jaskini brak jest nacieków. Na ścianach rosną mchy, glony, wątrobowce i porosty.

## Historia odkryć
Jaskinia była prawdopodobnie znana od dawna. Pierwszy jej plan i opis sporządzili w sierpniu 1977 roku A. Czerny i I. Luty.